# Dózsa György út
Dózsa György út (« avenue György Dózsa »), originellement Aréna út jusqu'en 1945, est une voie de circulation de Budapest en Hongrie, située entre Kerepesi út et Váci út. On y trouve notamment le monument du Millénaire situé au niveau de Hősök tere.